# Lotus 95T
O 95T é o modelo da Lotus da temporada de 1984 da Fórmula 1. Conduzido por Elio de Angelis e Nigel Mansell.

## Resultados[1]
(legenda) (em negrito indica pole position)
| Ano  | Chassi | Motor                 | N° | Pilotos         | 1     | 2     | 3     | 4     | 5   | 6     | 7   | 8     | 9   | 10    | 11    | 12    | 13  | 14    | 15    | 16    | Pontos | Posição |  |
| ---- | ------ | --------------------- | -- | --------------- | ----- | ----- | ----- | ----- | --- | ----- | --- | ----- | --- | ----- | ----- | ----- | --- | ----- | ----- | ----- | ------ | ------- |  |
|      |        |                       |    |                 |       |       |       |       |     |       |     |       |     |       |       |       |     |       |       |       |        |         |  |
|      |        |                       |    |                 | BRA   | RSA   | BEL   | SMR   | FRA | MON   | CAN | USE   | DAL | GBR   | GER   | AUT   | NED | ITA   | EUR   | POR   |        |         |  |
| 1984 | 95T    | Renault EF4B V6 Turbo | 11 | Elio de Angelis | 3 G   | 7 G   | 5 G   | 3 G   | 5 G | 51 G  | 4 G | 2 G   | 3 G | 4 G   | Ret G | Ret G | 4 G | Ret G | Ret G | 5 G   | 47     | 3º      |  |
| 1984 | 95T    | Renault EF4B V6 Turbo | 12 | Nigel Mansell   | Ret G | Ret G | Ret G | Ret G | 3 G | Ret G | 6 G | Ret G | 6 G | Ret G | 4 G   | Ret G | 3 G | Ret G | Ret G | Ret G | 47     | 3º      |  |

↑1  Prova encerrada com 31 voltas por causa da chuva. Como o número de voltas da corrida não teve 75% da distância percorrida, foi atribuído metade dos pontos